# Liga Europeană EHF Feminin 2023-2024 - faza grupelor
Acest articol descrie faza grupelor Ligii Europene EHF Feminin 2023-2024.

## Distribuția echipelor

### Echipe calificate
Următoarele echipe s-au calificat în această fază a competiției: 
| Echipă              | Echipă                  |
| ------------------- | ----------------------- |
| Nykøbing Falster HK | CS Gloria 2018 Bistrița |
| Thüringer HC        | Mosonmagyaróvári KC SE  |

| Echipă                 | Echipă              |
| ---------------------- | ------------------- |
| RK Lokomotiva Zagreb   | Sola HK             |
| RK Podravka Koprivnica | Storhamar HE        |
| Praktiker-Vác          | MKS FunFloor Lublin |
| Chambray Touraine HB   | HC Dunărea Brăila   |
| Neptunes de Nantes     | CSM Târgu Jiu       |
| HSG Bensheim/Auerbach  | CBF Málaga          |

### Distribuția în urnele valorice
Cele 16 echipe calificate în faza grupelor au fost distribuite în 4 urne valorice de câte 4 echipe fiecare. Distribuția în urne a fost anunțată pe 22 noiembrie 2023.
| Urna 1                                                                          | Urna a 2-a                                                                  | Urna a 3-a                                                          | Urna a 4-a                                                                |
| ------------------------------------------------------------------------------- | --------------------------------------------------------------------------- | ------------------------------------------------------------------- | ------------------------------------------------------------------------- |
| Nykøbing Falster HK Thüringer HC Mosonmagyaróvári KC SE CS Gloria 2018 Bistrița | CBF Málaga Costa del Sol Neptunes de Nantes Praktiker-Vác HC Dunărea Brăila | RK Lokomotiva Zagreb Storhamar HE MKS FunFloor Lublin CSM Târgu Jiu | RK Podravka Koprivnica Chambray Touraine HB HSG Bensheim/Auerbach Sola HK |

### Tragerea la sorți
Tragerea la sorți pentru distribuția în grupele Ligii Europene EHF Feminin 2023-2024 a avut loc pe 23 noiembrie 2023, de la ora 11:00 CET.

## Format
În fiecare grupă, echipele au jucat într-un turneu de tip fiecare cu fiecare, cu meciuri pe teren propriu și în deplasare. Primele două echipe din fiecare grupă s-au calificat în sferturile de finală. Echipele provenind din aceeași federație națională au fost protejate, neputând fi extrase în aceeași grupă.

## Departajare
În faza grupelor, echipele au fost departajate pe bază de punctaj (2 puncte pentru victorie, 1 punct pentru meci egal, 0 puncte pentru înfrângere). La terminarea fazei grupelor, dacă două sau mai multe echipe dintr-o grupă au acumulat același număr de puncte, atunci departajarea lor s-a făcut conform regulamentului, ținând cont de următoarele criterii și în următoarea ordine:
1. Cel mai mare număr de puncte obținute în meciurile directe;
2. Golaveraj superior în meciurile directe;
3. Cel mai mare număr de goluri înscrise în meciurile directe (sau în meciul din deplasare, în cazul sistemului tur-retur);
4. Golaveraj superior în toate meciurile din grupă;
5. Cel mai bun golaveraj pozitiv în toate meciurile din grupă;

În timpul fazei grupelor, doar criteriile 4–5 s-au aplicat pentru a determina clasamentul provizoriu al echipelor.

## Grupele
Prin regulament, partidele au fost programate a se desfășura pe 6–7 ianuarie, 13–14 ianuarie, 20–21 ianuarie, 3–4 februarie, 10–11 februarie și 17–18 februarie 2024. În urma tragerii la sorți au rezultat următoarele grupe:

### Grupa A
| Loc | Echipa                 | MJ | V | E | Î | GM  | GP  | DG  | Pct | Calificare           |
| --- | ---------------------- | -- | - | - | - | --- | --- | --- | --- | -------------------- |
| 1   | Storhamar HE           | 6  | 5 | 0 | 1 | 169 | 138 | +31 | 10  | Sferturile de finală |
| 2   | RK Podravka Koprivnica | 6  | 3 | 1 | 2 | 147 | 148 | −1  | 7   | Sferturile de finală |
| 3   | Nykøbing Falster HK    | 6  | 2 | 0 | 4 | 154 | 155 | −1  | 4   |                      |
| 4   | Praktiker-Vác          | 6  | 1 | 1 | 4 | 147 | 176 | −29 | 3   |                      |

| 6 ianuarie 2024 18:00 | Nykøbing Falster HK | 26 – 27 | Storhamar HE | Spar Nord Arena, Nykøbing Asistență: 1678 Arbitri: Fabryczny, Rawicki |
| 6 ianuarie 2024 18:00 | Bardrum 10          | (10–12) | Toft 5       | Spar Nord Arena, Nykøbing Asistență: 1678 Arbitri: Fabryczny, Rawicki |
| 6 ianuarie 2024 18:00 | 1×                  | Raport  | 3× 1×        | Spar Nord Arena, Nykøbing Asistență: 1678 Arbitri: Fabryczny, Rawicki |

| 7 ianuarie 2024 18:00 | Praktiker-Vác | 28 – 28 | RK Podravka Koprivnica      | Vác Városi Sportcsarnok, Vác Asistență: 600 Arbitri: Jerlecki, Łabuń |
| 7 ianuarie 2024 18:00 | Barišić 9     | (12–13) | Tyiskov-Helembai, Kuczora 7 | Vác Városi Sportcsarnok, Vác Asistență: 600 Arbitri: Jerlecki, Łabuń |
| 7 ianuarie 2024 18:00 | 5×            | Raport  | 8× 1×                       | Vác Városi Sportcsarnok, Vác Asistență: 600 Arbitri: Jerlecki, Łabuń |

| 14 ianuarie 2024 14:00 | Storhamar HE | 35 – 17 | Praktiker-Vác | BoligPartner Arena, Hamar Asistență: 901 Arbitri: Schaad, Müller |
| 14 ianuarie 2024 14:00 | Löfqvist 7   | (16–10) | Marincsák 6   | BoligPartner Arena, Hamar Asistență: 901 Arbitri: Schaad, Müller |
| 14 ianuarie 2024 14:00 | 2× 1×        | Raport  | 2×            | BoligPartner Arena, Hamar Asistență: 901 Arbitri: Schaad, Müller |

| 14 ianuarie 2024 16:00 | RK Podravka Koprivnica | 25 – 23 | Nykøbing Falster HK | Sportska dvorana "Josip Samaržija - Bepo", Koprivnica Asistență: 1800 Arbitri: Tzaferopoulos, Bethmann |
| 14 ianuarie 2024 16:00 | Mamić 8                | (12–6)  | M. Obaidli 5        | Sportska dvorana "Josip Samaržija - Bepo", Koprivnica Asistență: 1800 Arbitri: Tzaferopoulos, Bethmann |
| 14 ianuarie 2024 16:00 | 5× 2×                  | Raport  | 4× 2×               | Sportska dvorana "Josip Samaržija - Bepo", Koprivnica Asistență: 1800 Arbitri: Tzaferopoulos, Bethmann |

| 20 ianuarie 2024 14:00 | RK Podravka Koprivnica | 23 – 19 | Storhamar HE | Sportska dvorana "Josip Samaržija - Bepo", Koprivnica Asistență: 200 Arbitri: Geraets, Geraets |
| 20 ianuarie 2024 14:00 | Mamić 5                | (13–9)  | A. Obaidli 6 | Sportska dvorana "Josip Samaržija - Bepo", Koprivnica Asistență: 200 Arbitri: Geraets, Geraets |
| 20 ianuarie 2024 14:00 | 3×                     | Raport  | 1×           | Sportska dvorana "Josip Samaržija - Bepo", Koprivnica Asistență: 200 Arbitri: Geraets, Geraets |

| 21 ianuarie 2024 14:00 | Praktiker-Vác | 27 – 24 | Nykøbing Falster HK | Vác Városi Sportcsarnok, Vác Asistență: 600 Arbitri: Pîrvu, Potîrniche |
| 21 ianuarie 2024 14:00 | Kuczora 11    | (13–11) | Madsen 7            | Vác Városi Sportcsarnok, Vác Asistență: 600 Arbitri: Pîrvu, Potîrniche |
| 21 ianuarie 2024 14:00 | 3× 1×         | Raport  | 1×                  | Vác Városi Sportcsarnok, Vác Asistență: 600 Arbitri: Pîrvu, Potîrniche |

| 4 februarie 2024 16:00 | Storhamar HE | 31 – 22 | RK Podravka Koprivnica | BoligPartner Arena, Hamar Asistență: 1434 Arbitri: Picard, Vauchez |
| 4 februarie 2024 16:00 | A. Obaidli 8 | (19–11) | Pandža 5               | BoligPartner Arena, Hamar Asistență: 1434 Arbitri: Picard, Vauchez |
| 4 februarie 2024 16:00 | 7× 1×        | Raport  | 6× 1×                  | BoligPartner Arena, Hamar Asistență: 1434 Arbitri: Picard, Vauchez |

| 4 februarie 2024 18:00 | Nykøbing Falster HK | 32 – 27 | Praktiker-Vác | Spar Nord Arena, Nykøbing Asistență: 1189 Arbitri: Rauchs, Linster |
| 4 februarie 2024 18:00 | Wulff 6             | (17–15) | Csíkos 8      | Spar Nord Arena, Nykøbing Asistență: 1189 Arbitri: Rauchs, Linster |
| 4 februarie 2024 18:00 | 3×                  | Raport  | 4×            | Spar Nord Arena, Nykøbing Asistență: 1189 Arbitri: Rauchs, Linster |

| 11 februarie 2024 14:00 | RK Podravka Koprivnica | 27 – 24 | Praktiker-Vác | Sportska dvorana "Josip Samaržija - Bepo", Koprivnica Asistență: 1400 Arbitri: Radčenko, Pērsis |
| 11 februarie 2024 14:00 | Pandža 7               | (13–9)  | Kuczora 10    | Sportska dvorana "Josip Samaržija - Bepo", Koprivnica Asistență: 1400 Arbitri: Radčenko, Pērsis |
| 11 februarie 2024 14:00 | 4× 1×                  | Raport  | 4× 1×         | Sportska dvorana "Josip Samaržija - Bepo", Koprivnica Asistență: 1400 Arbitri: Radčenko, Pērsis |

| 11 februarie 2024 16:00 | Storhamar HE | 27 – 26 | Nykøbing Falster HK           | BoligPartner Arena, Hamar Asistență: 1108 Arbitri: Pétursson, Þrastarson |
| 11 februarie 2024 16:00 | Rivas Toft 6 | (15–15) | Nolsøe, M. Obaidli, Schmidt 4 | BoligPartner Arena, Hamar Asistență: 1108 Arbitri: Pétursson, Þrastarson |
| 11 februarie 2024 16:00 | 1×           | Raport  | 4× 1×                         | BoligPartner Arena, Hamar Asistență: 1108 Arbitri: Pétursson, Þrastarson |

| 17 februarie 2024 16:00 | Nykøbing Falster HK | 23 – 22 | RK Podravka Koprivnica | Spar Nord Arena, Nykøbing Asistență: 1050 Arbitri: Iovcev, Ioncev |
| 17 februarie 2024 16:00 | Bardrum 5           | (12–9)  | Pandža 6               | Spar Nord Arena, Nykøbing Asistență: 1050 Arbitri: Iovcev, Ioncev |
| 17 februarie 2024 16:00 | 3× 1×               | Raport  | 4× 1×                  | Spar Nord Arena, Nykøbing Asistență: 1050 Arbitri: Iovcev, Ioncev |

| 18 februarie 2024 14:00 | Praktiker-Vác | 24 – 30 | Storhamar HE | Vác Városi Sportcsarnok, Vác Asistență: 500 Arbitri: Jović, Arnautović |
| 18 februarie 2024 14:00 | Kuczora 6     | (13–15) | A. Obaidli 8 | Vác Városi Sportcsarnok, Vác Asistență: 500 Arbitri: Jović, Arnautović |
| 18 februarie 2024 14:00 | 3×            | Raport  | 1×           | Vác Városi Sportcsarnok, Vác Asistență: 500 Arbitri: Jović, Arnautović |

### Grupa B
| Loc | Echipa               | MJ | V | E | Î | GM  | GP  | DG  | Pct | Calificare           |
| --- | -------------------- | -- | - | - | - | --- | --- | --- | --- | -------------------- |
| 1   | HC Dunărea Brăila    | 6  | 5 | 0 | 1 | 176 | 150 | +26 | 10  | Sferturile de finală |
| 2   | Thüringer HC         | 6  | 5 | 0 | 1 | 173 | 146 | +27 | 10  | Sferturile de finală |
| 3   | Chambray Touraine HB | 6  | 2 | 0 | 4 | 143 | 159 | −16 | 4   |                      |
| 4   | RK Lokomotiva Zagreb | 6  | 0 | 0 | 6 | 140 | 177 | −37 | 0   |                      |

1. 1 2  Brăila 61–55 Thüringer

| 6 ianuarie 2024 16:00 | RK Lokomotiva Zagreb | 21 – 28 | Thüringer HC           | Sportska dvorana Sutinska vrela, Zagreb Asistență: 500 Arbitri: Marton, Dáné |
| 6 ianuarie 2024 16:00 | Dramac 5             | (13–13) | Pichlmeier, Reichert 7 | Sportska dvorana Sutinska vrela, Zagreb Asistență: 500 Arbitri: Marton, Dáné |
| 6 ianuarie 2024 16:00 | 4×                   | Raport  | 6×                     | Sportska dvorana Sutinska vrela, Zagreb Asistență: 500 Arbitri: Marton, Dáné |

| 7 ianuarie 2024 15:00 | HC Dunărea Brăila | 27 – 21 | Chambray Touraine HB            | Sala Sporturilor „Romeo Iamandi”, Buzău Asistență: 1200 Arbitri: Borge, Nygren |
| 7 ianuarie 2024 15:00 | Kanaval 6         | (11–11) | Stojiljković, Van der Heijden 4 | Sala Sporturilor „Romeo Iamandi”, Buzău Asistență: 1200 Arbitri: Borge, Nygren |
| 7 ianuarie 2024 15:00 | 2×                | Raport  | 2×                              | Sala Sporturilor „Romeo Iamandi”, Buzău Asistență: 1200 Arbitri: Borge, Nygren |

| 13 ianuarie 2024 18:00 | Chambray Touraine HB | 27 – 25 | RK Lokomotiva Zagreb | Gymnase de la Fontaine Blanche, Chambray-lès-Tours Asistență: 200 Arbitri: Panayides, Andreou |
| 13 ianuarie 2024 18:00 | Van der Heijden 6    | (13–11) | Sedloska 6           | Gymnase de la Fontaine Blanche, Chambray-lès-Tours Asistență: 200 Arbitri: Panayides, Andreou |
| 13 ianuarie 2024 18:00 | 3×                   | Raport  | 3×                   | Gymnase de la Fontaine Blanche, Chambray-lès-Tours Asistență: 200 Arbitri: Panayides, Andreou |

| 13 ianuarie 2024 18:00 | Thüringer HC | 32 – 28 | HC Dunărea Brăila | Salza-Halle, Bad Langensalza Asistență: 1300 Arbitri: Schols, Martens |
| 13 ianuarie 2024 18:00 | Reichert 13  | (16–11) | González 6        | Salza-Halle, Bad Langensalza Asistență: 1300 Arbitri: Schols, Martens |
| 13 ianuarie 2024 18:00 | 3× 1×        | Raport  | 3× 1×             | Salza-Halle, Bad Langensalza Asistență: 1300 Arbitri: Schols, Martens |

| 21 ianuarie 2024 16:00 | Chambray Touraine HB | 25 – 32 | Thüringer HC | Gymnase de la Fontaine Blanche, Chambray-lès-Tours Asistență: 800 Arbitri: Kinnari, Skogberg |
| 21 ianuarie 2024 16:00 | Modenel 9            | (16–15) | Lott         | Gymnase de la Fontaine Blanche, Chambray-lès-Tours Asistență: 800 Arbitri: Kinnari, Skogberg |
| 21 ianuarie 2024 16:00 | 7× 1×                | Raport  | 4× 1×        | Gymnase de la Fontaine Blanche, Chambray-lès-Tours Asistență: 800 Arbitri: Kinnari, Skogberg |

| 21 ianuarie 2024 18:00 | RK Lokomotiva Zagreb | 29 – 30 | HC Dunărea Brăila | Sportska dvorana Sutinska vrela, Zagreb Asistență: 350 Arbitri: Hansen, Jensen |
| 21 ianuarie 2024 18:00 | Prkačin 6            | (16–16) | Živković 8        | Sportska dvorana Sutinska vrela, Zagreb Asistență: 350 Arbitri: Hansen, Jensen |
| 21 ianuarie 2024 18:00 | 2× 1×                | Raport  | 3×                | Sportska dvorana Sutinska vrela, Zagreb Asistență: 350 Arbitri: Hansen, Jensen |

| 3 februarie 2024 18:00 | Thüringer HC | 29 – 22 | Chambray Touraine HB               | Salza-Halle, Bad Langensalza Asistență: 1150 Arbitri: Watson, Welin |
| 3 februarie 2024 18:00 | Reichert 11  | (14–9)  | Mielke-Offendal, Van der Heijden 4 | Salza-Halle, Bad Langensalza Asistență: 1150 Arbitri: Watson, Welin |
| 3 februarie 2024 18:00 | 4×           | Raport  | 4×                                 | Salza-Halle, Bad Langensalza Asistență: 1150 Arbitri: Watson, Welin |

| 4 februarie 2024 15:00 | HC Dunărea Brăila | 34 – 26 | RK Lokomotiva Zagreb | Sala Sporturilor „Romeo Iamandi”, Buzău Asistență: 1200 Arbitri: Fotakidis, Kinatzidis |
| 4 februarie 2024 15:00 | Liščević 7        | (19–15) | Dramac 8             | Sala Sporturilor „Romeo Iamandi”, Buzău Asistență: 1200 Arbitri: Fotakidis, Kinatzidis |
| 4 februarie 2024 15:00 | 2×                | Raport  | 5×                   | Sala Sporturilor „Romeo Iamandi”, Buzău Asistență: 1200 Arbitri: Fotakidis, Kinatzidis |

| 10 februarie 2024 18:00 | RK Lokomotiva Zagreb | 22 – 29 | Chambray Touraine HB | Sportska dvorana Sutinska vrela, Zagreb Asistență: 200 Arbitri: Simone, Monitillo |
| 10 februarie 2024 18:00 | Dramac 4             | (11–12) | Puleri 7             | Sportska dvorana Sutinska vrela, Zagreb Asistență: 200 Arbitri: Simone, Monitillo |
| 10 februarie 2024 18:00 | 2×                   | Raport  | 5×                   | Sportska dvorana Sutinska vrela, Zagreb Asistență: 200 Arbitri: Simone, Monitillo |

| 10 februarie 2024 19:00 | HC Dunărea Brăila | 33 – 23 | Thüringer HC    | Sala Sporturilor „Romeo Iamandi”, Buzău Asistență: 1580 Arbitri: Fahner, Kubis |
| 10 februarie 2024 19:00 | Ježić, Da Rocha 6 | (16–12) | Stockschläder 5 | Sala Sporturilor „Romeo Iamandi”, Buzău Asistență: 1580 Arbitri: Fahner, Kubis |
| 10 februarie 2024 19:00 | 1× 2×             | Raport  | 2× 1×           | Sala Sporturilor „Romeo Iamandi”, Buzău Asistență: 1580 Arbitri: Fahner, Kubis |

| 17 februarie 2024 20:00 | Chambray Touraine HB | 19 – 24 | HC Dunărea Brăila | Gymnase de la Fontaine Blanche, Chambray-lès-Tours Asistență: 752 Arbitri: Cipov, Klus |
| 17 februarie 2024 20:00 | Van der Heijden 5    | (10–14) | Da Rocha 6        | Gymnase de la Fontaine Blanche, Chambray-lès-Tours Asistență: 752 Arbitri: Cipov, Klus |
| 17 februarie 2024 20:00 | 2× 1×                | Raport  | 3×                | Gymnase de la Fontaine Blanche, Chambray-lès-Tours Asistență: 752 Arbitri: Cipov, Klus |

| 18 februarie 2024 14:00 | Thüringer HC | 29 – 17 | RK Lokomotiva Zagreb | Salza-Halle, Bad Langensalza Asistență: 999 Arbitri: Oyarzun, Zaragüeta |
| 18 februarie 2024 14:00 | Pichlmeier 6 | (13–10) | Malec 6              | Salza-Halle, Bad Langensalza Asistență: 999 Arbitri: Oyarzun, Zaragüeta |
| 18 februarie 2024 14:00 | 1×           | Raport  | 3× 1×                | Salza-Halle, Bad Langensalza Asistență: 999 Arbitri: Oyarzun, Zaragüeta |

### Grupa C
| Loc | Echipa                  | MJ | V | E | Î | GM  | GP  | DG  | Pct | Calificare           |
| --- | ----------------------- | -- | - | - | - | --- | --- | --- | --- | -------------------- |
| 1   | CS Gloria 2018 Bistrița | 6  | 5 | 1 | 0 | 176 | 148 | +28 | 11  | Sferturile de finală |
| 2   | Neptunes de Nantes      | 6  | 3 | 1 | 2 | 190 | 171 | +19 | 7   | Sferturile de finală |
| 3   | HSG Bensheim/Auerbach   | 6  | 2 | 0 | 4 | 182 | 200 | −18 | 4   |                      |
| 4   | MKS FunFloor Lublin     | 6  | 1 | 0 | 5 | 166 | 195 | −29 | 2   |                      |

| 6 ianuarie 2024 15:00 | CS Gloria 2018 Bistrița | 26 – 23 | MKS FunFloor Lublin     | TeraPlast Arena, Bistrița Asistență: 2690 Arbitri: Bočáková, Jánošíková |
| 6 ianuarie 2024 15:00 | Mbengue 8               | (13–10) | Płomińska, Więckowska 4 | TeraPlast Arena, Bistrița Asistență: 2690 Arbitri: Bočáková, Jánošíková |
| 6 ianuarie 2024 15:00 | 6× 2×                   | Raport  | 6×                      | TeraPlast Arena, Bistrița Asistență: 2690 Arbitri: Bočáková, Jánošíková |

| 7 ianuarie 2024 18:00 | Neptunes de Nantes | 39 – 27 | HSG Bensheim/Auerbach | Complexe Sportif Mangin Beaulieu, Nantes Asistență: 2414 Arbitri: Merisi, Pepe |
| 7 ianuarie 2024 18:00 | Horacek 6          | (19–12) | Kretzschmar 8         | Complexe Sportif Mangin Beaulieu, Nantes Asistență: 2414 Arbitri: Merisi, Pepe |
| 7 ianuarie 2024 18:00 | 4× 1×              | Raport  | 5×                    | Complexe Sportif Mangin Beaulieu, Nantes Asistență: 2414 Arbitri: Merisi, Pepe |

| 13 ianuarie 2024 16:00 | HSG Bensheim/Auerbach | 27 – 35 | CS Gloria 2018 Bistrița    | Untermainhalle, Elsenfeld Asistență: 866 Arbitri: Andorka, Hucker |
| 13 ianuarie 2024 16:00 | Kretzschmar 6         | (15–21) | Araújo Frossard, Bazaliu 7 | Untermainhalle, Elsenfeld Asistență: 866 Arbitri: Andorka, Hucker |
| 13 ianuarie 2024 16:00 | 2×                    | Raport  | 1×                         | Untermainhalle, Elsenfeld Asistență: 866 Arbitri: Andorka, Hucker |

| 13 ianuarie 2024 16:00 | MKS FunFloor Lublin | 29 – 34 | Neptunes de Nantes | Hala Globus, Lublin Asistență: 2623 Arbitri: Bojinovski, Nacevski |
| 13 ianuarie 2024 16:00 | Roszak 7            | (14–16) | Ardouin 6          | Hala Globus, Lublin Asistență: 2623 Arbitri: Bojinovski, Nacevski |
| 13 ianuarie 2024 16:00 |                     | Raport  | 2×                 | Hala Globus, Lublin Asistență: 2623 Arbitri: Bojinovski, Nacevski |

| 20 ianuarie 2024 16:00 | HSG Bensheim/Auerbach | 35 – 29 | MKS FunFloor Lublin | Untermainhalle, Elsenfeld Asistență: 735 Arbitri: Ivanović, Vujisić |
| 20 ianuarie 2024 16:00 | Dekker 8              | (17–15) | patru jucătoare 4   | Untermainhalle, Elsenfeld Asistență: 735 Arbitri: Ivanović, Vujisić |
| 20 ianuarie 2024 16:00 | 6× 1×                 | Raport  | 5× 1×               | Untermainhalle, Elsenfeld Asistență: 735 Arbitri: Ivanović, Vujisić |

| 20 ianuarie 2024 17:00 | CS Gloria 2018 Bistrița | 19 – 19 | Neptunes de Nantes | TeraPlast Arena, Bistrița Asistență: 2700 Arbitri: Jović, Arnautović |
| 20 ianuarie 2024 17:00 | Bazaliu 5               | (11–9)  | Horacek 5          | TeraPlast Arena, Bistrița Asistență: 2700 Arbitri: Jović, Arnautović |
| 20 ianuarie 2024 17:00 | 3×                      | Raport  | 5× 1×              | TeraPlast Arena, Bistrița Asistență: 2700 Arbitri: Jović, Arnautović |

| 3 februarie 2024 16:00 | MKS FunFloor Lublin | 34 – 32 | HSG Bensheim/Auerbach | Hala Globus, Lublin Asistență: 2150 Arbitri: Panayides, Andreou |
| 3 februarie 2024 16:00 | Więckowska 8        | (19–17) | Dekker 8              | Hala Globus, Lublin Asistență: 2150 Arbitri: Panayides, Andreou |
| 3 februarie 2024 16:00 | 3× 2× 1×            | Raport  | 3×                    | Hala Globus, Lublin Asistență: 2150 Arbitri: Panayides, Andreou |

| 4 februarie 2024 18:00 | Neptunes de Nantes | 29 – 34 | CS Gloria 2018 Bistrița | Complexe Sportif Mangin Beaulieu, Nantes Asistență: 2121 Arbitri: Schols, Martens |
| 4 februarie 2024 18:00 | Horacek 8          | (14–16) | Bazaliu                 | Complexe Sportif Mangin Beaulieu, Nantes Asistență: 2121 Arbitri: Schols, Martens |
| 4 februarie 2024 18:00 | 4× 1×              | Raport  | 3×                      | Complexe Sportif Mangin Beaulieu, Nantes Asistență: 2121 Arbitri: Schols, Martens |

| 10 februarie 2024 16:00 | HSG Bensheim/Auerbach | 37 – 30 | Neptunes de Nantes | Untermainhalle, Elsenfeld Asistență: 681 Arbitri: Pukšič, Satler |
| 10 februarie 2024 16:00 | Kretzschmar 13        | (19–19) | Horacek, Sajka 6   | Untermainhalle, Elsenfeld Asistență: 681 Arbitri: Pukšič, Satler |
| 10 februarie 2024 16:00 | 1×                    | Raport  | 3× 1×              | Untermainhalle, Elsenfeld Asistență: 681 Arbitri: Pukšič, Satler |

| 10 februarie 2024 20:00 | MKS FunFloor Lublin | 26 – 29 | CS Gloria 2018 Bistrița | Hala Globus, Lublin Asistență: 1488 Arbitri: Borge, Nygren |
| 10 februarie 2024 20:00 | Balsam, Kovářová 4  | (12–18) | Laslo 9                 | Hala Globus, Lublin Asistență: 1488 Arbitri: Borge, Nygren |
| 10 februarie 2024 20:00 | 2×                  | Raport  | 6×                      | Hala Globus, Lublin Asistență: 1488 Arbitri: Borge, Nygren |

| 17 februarie 2024 19:00 | CS Gloria 2018 Bistrița | 33 – 24 | HSG Bensheim/Auerbach | TeraPlast Arena, Bistrița Asistență: 2900 Arbitri: Jakovljević, Jovana Kovačević |
| 17 februarie 2024 19:00 | Seraficeanu 13          | (18–16) | Dekker 6              | TeraPlast Arena, Bistrița Asistență: 2900 Arbitri: Jakovljević, Jovana Kovačević |
| 17 februarie 2024 19:00 | 2×                      | Raport  | 2×                    | TeraPlast Arena, Bistrița Asistență: 2900 Arbitri: Jakovljević, Jovana Kovačević |

| 18 februarie 2024 16:00 | Neptunes de Nantes | 39 – 25 | MKS FunFloor Lublin | Complexe Sportif Mangin Beaulieu, Nantes Asistență: 2351 Arbitri: Weber, Weinquin |
| 18 februarie 2024 16:00 | Fauske 9           | (19–15) | patru jucătoare 4   | Complexe Sportif Mangin Beaulieu, Nantes Asistență: 2351 Arbitri: Weber, Weinquin |
| 18 februarie 2024 16:00 | 1×                 | Raport  | 4×                  | Complexe Sportif Mangin Beaulieu, Nantes Asistență: 2351 Arbitri: Weber, Weinquin |

### Grupa D
| Loc | Echipa                 | MJ | V | E | Î | GM  | GP  | DG  | Pct | Calificare           |
| --- | ---------------------- | -- | - | - | - | --- | --- | --- | --- | -------------------- |
| 1   | Sola HK                | 6  | 5 | 0 | 1 | 195 | 164 | +31 | 10  | Sferturile de finală |
| 2   | Mosonmagyaróvári KC SE | 6  | 4 | 0 | 2 | 167 | 161 | +6  | 8   | Sferturile de finală |
| 3   | CBF Málaga             | 6  | 3 | 0 | 3 | 170 | 164 | +6  | 6   |                      |
| 4   | CSM Târgu Jiu          | 6  | 0 | 0 | 6 | 148 | 191 | −43 | 0   |                      |

| 6 ianuarie 2024 20:00 | Mosonmagyaróvári KC SE       | 33 – 27 | CSM Târgu Jiu | UFM Aréna, Mosonmagyaróvár Asistență: 1000 Arbitri: Pétursson, Þrastarson |
| 6 ianuarie 2024 20:00 | Stranigg, E. Tóth, G. Tóth 7 | (16–14) | Moldovan      | UFM Aréna, Mosonmagyaróvár Asistență: 1000 Arbitri: Pétursson, Þrastarson |
| 6 ianuarie 2024 20:00 | 3× 2×                        | Raport  | 6× 2×         | UFM Aréna, Mosonmagyaróvár Asistență: 1000 Arbitri: Pétursson, Þrastarson |

| 7 ianuarie 2024 18:00 | CBF Málaga | 22 – 26 | Sola HK | Palacio de Deportes „José Mª Martín Carpena”, Málaga Asistență: 2212 Arbitri: Mikelić, Parađina |
| 7 ianuarie 2024 18:00 | Bitolo 6   | (13–15) | Novak 6 | Palacio de Deportes „José Mª Martín Carpena”, Málaga Asistență: 2212 Arbitri: Mikelić, Parađina |
| 7 ianuarie 2024 18:00 | 1×         | Raport  | 4× 1×   | Palacio de Deportes „José Mª Martín Carpena”, Málaga Asistență: 2212 Arbitri: Mikelić, Parađina |

| 14 ianuarie 2024 13:00 | CSM Târgu Jiu        | 25 – 35 | CBF Málaga | Sala Sporturilor, Târgu Jiu Asistență: 1000 Arbitri: Pagh, Thygesen |
| 14 ianuarie 2024 13:00 | Ciolan, Frățilescu 6 | (13–16) | Doiro 8    | Sala Sporturilor, Târgu Jiu Asistență: 1000 Arbitri: Pagh, Thygesen |
| 14 ianuarie 2024 13:00 | 3×                   | Raport  | 3× 1×      | Sala Sporturilor, Târgu Jiu Asistență: 1000 Arbitri: Pagh, Thygesen |

| 14 ianuarie 2024 18:00 | Sola HK | 28 – 32 | Mosonmagyaróvári KC SE | Stavanger Idrettshall, Stavanger Asistență: 1150 Arbitri: Cipov, Klus |
| 14 ianuarie 2024 18:00 | Holta 6 | (13–16) | Pásztor, E. Tóth 7     | Stavanger Idrettshall, Stavanger Asistență: 1150 Arbitri: Cipov, Klus |
| 14 ianuarie 2024 18:00 | 1×      | Raport  | 4× 1×                  | Stavanger Idrettshall, Stavanger Asistență: 1150 Arbitri: Cipov, Klus |

| 20 ianuarie 2024 18:00 | Sola HK   | 40 – 29 | CSM Târgu Jiu | Stavanger Idrettshall, Stavanger Asistență: 1235 Arbitri: Merisi, Pepe |
| 20 ianuarie 2024 18:00 | Tveiten 8 | (23–10) | Frățilescu 8  | Stavanger Idrettshall, Stavanger Asistență: 1235 Arbitri: Merisi, Pepe |
| 20 ianuarie 2024 18:00 | 6× 1×     | Raport  | 4×            | Stavanger Idrettshall, Stavanger Asistență: 1235 Arbitri: Merisi, Pepe |

| 21 ianuarie 2024 18:00 | CBF Málaga | 29 – 26 | Mosonmagyaróvári KC SE | Palacio de Deportes „José Mª Martín Carpena”, Málaga Asistență: 3056 Arbitri: Charitsos, Naskos |
| 21 ianuarie 2024 18:00 | Bitolo 8   | (16–12) | patru jucătoare 4      | Palacio de Deportes „José Mª Martín Carpena”, Málaga Asistență: 3056 Arbitri: Charitsos, Naskos |
| 21 ianuarie 2024 18:00 | 4×         | Raport  | 4× 2×                  | Palacio de Deportes „José Mª Martín Carpena”, Málaga Asistență: 3056 Arbitri: Charitsos, Naskos |

| 3 februarie 2024 16:00 | Mosonmagyaróvári KC SE | 25 – 23 | CBF Málaga | UFM Aréna, Mosonmagyaróvár Asistență: 1100 Arbitri: Maia, Nunes |
| 3 februarie 2024 16:00 | E. Tóth 7              | (14–11) | Arderíus 6 | UFM Aréna, Mosonmagyaróvár Asistență: 1100 Arbitri: Maia, Nunes |
| 3 februarie 2024 16:00 | 7× 1×                  | Raport  | 4×         | UFM Aréna, Mosonmagyaróvár Asistență: 1100 Arbitri: Maia, Nunes |

| 3 februarie 2024 17:00 | CSM Târgu Jiu | 21 – 31 | Sola HK                  | Sala Sporturilor, Târgu Jiu Asistență: 700 Arbitri: Ilievski, Ilievski |
| 3 februarie 2024 17:00 | Frățilescu 5  | (9–18)  | Herrem, Novak, Tveiten 6 | Sala Sporturilor, Târgu Jiu Asistență: 700 Arbitri: Ilievski, Ilievski |
| 3 februarie 2024 17:00 | 2× 1×         | Raport  | 3× 1×                    | Sala Sporturilor, Târgu Jiu Asistență: 700 Arbitri: Ilievski, Ilievski |

| 10 februarie 2024 20:00 | Mosonmagyaróvári KC SE | 29 – 34 | Sola HK  | UFM Aréna, Mosonmagyaróvár Asistență: 1000 Arbitri: Härgin, Makejev |
| 10 februarie 2024 20:00 | E. Tóth 10             | (16–22) | Herrem 9 | UFM Aréna, Mosonmagyaróvár Asistență: 1000 Arbitri: Härgin, Makejev |
| 10 februarie 2024 20:00 | 3×                     | Raport  | 3×       | UFM Aréna, Mosonmagyaróvár Asistență: 1000 Arbitri: Härgin, Makejev |

| 11 februarie 2024 18:00 | CBF Málaga | 30 – 26 | CSM Târgu Jiu | Polideportivo Fernando Argüelles, Antequera Asistență: 1120 Arbitri: Klompers, Stobbe |
| 11 februarie 2024 18:00 | Arderíus 7 | (16–13) | Chiricuță 5   | Polideportivo Fernando Argüelles, Antequera Asistență: 1120 Arbitri: Klompers, Stobbe |
| 11 februarie 2024 18:00 | 3× 1×      | Raport  | 3× 2×         | Polideportivo Fernando Argüelles, Antequera Asistență: 1120 Arbitri: Klompers, Stobbe |

| 17 februarie 2024 16:00 | Sola HK | 36 – 31 | CBF Málaga | Stavanger Idrettshall, Stavanger Asistență: 1086 Arbitri: Geraets, Geraets |
| 17 februarie 2024 16:00 | Novak 8 | (18–15) | Bravo 6    | Stavanger Idrettshall, Stavanger Asistență: 1086 Arbitri: Geraets, Geraets |
| 17 februarie 2024 16:00 | 2× 1×   | Raport  | 3× 2×      | Stavanger Idrettshall, Stavanger Asistență: 1086 Arbitri: Geraets, Geraets |

| 18 februarie 2024 19:00 | CSM Târgu Jiu        | 20 – 22 | Mosonmagyaróvári KC SE | Sala Sporturilor, Târgu Jiu Asistență: 450 Arbitri: Mandák, Rudinský |
| 18 februarie 2024 19:00 | Ciolan, Frățilescu 5 | (10–10) | Pásztor, E. Tóth 4     | Sala Sporturilor, Târgu Jiu Asistență: 450 Arbitri: Mandák, Rudinský |
| 18 februarie 2024 19:00 | 5× 2×                | Raport  | 10× 1×                 | Sala Sporturilor, Târgu Jiu Asistență: 450 Arbitri: Mandák, Rudinský |